# Nai Bazar
Nai Bazar là một thị xã và là một nagar panchayat của quận Sant Ravidas Nagar thuộc bang Uttar Pradesh, Ấn Độ.

## Nhân khẩu
Theo điều tra dân số năm 2001 của Ấn Độ, Nai Bazar có dân số 11.887 người. Phái nam chiếm 54% tổng số dân và phái nữ chiếm 46%. Nai Bazar có tỷ lệ 53% biết đọc biết viết, thấp hơn tỷ lệ trung bình toàn quốc là 59,5%: tỷ lệ cho phái nam là 63%, và tỷ lệ cho phái nữ là 41%. Tại Nai Bazar, 19% dân số nhỏ hơn 6 tuổi.